# Phrurotimpus woodburyi
Phrurotimpus woodburyi là một loài nhện trong họ Phrurolithidae.
Loài này thuộc chi Phrurotimpus. Phrurotimpus woodburyi được Ralph Vary Chamberlin & Willis J. Gertsch miêu tả năm 1929.